# What About You
What About You è il primo e unico album in studio del gruppo tedesco T.X.T., pubblicato nel 1985 dalla CBS.

## Tracce
1. Girl's Got A Brand New Toy – 4:01
2. Cold As Ice – 3:55
3. Kiss Via Satellite – 3:43
4. What About You – 4:58
5. Bad Boys – 4:00
6. Miracles – 4:08
7. Long Road – 4:06
8. It's Only Love Marie – 4:48
9. Hot Was The Rainy Night – 3:47